# Game of Thrones/Episodenliste

Serienlogo

Diese Episodenliste enthält alle Episoden der US-amerikanischen Fantasyserie Game of Thrones, sortiert nach der US-amerikanischen Erstausstrahlung. Zwischen 2011 und 2019 entstanden in acht Staffeln insgesamt 73 Episoden mit einer Länge von 50 bis 80 Minuten.

## Übersicht
| Staffel | Episodenanzahl | Literaturbezug       | Erstausstrahlung USA | Erstausstrahlung USA | Deutschsprachige Erstausstrahlung | Deutschsprachige Erstausstrahlung |
| Staffel | Episodenanzahl | Literaturbezug       | Staffelpremiere      | Staffelfinale        | Staffelpremiere                   | Staffelfinale                     |
| ------- | -------------- | -------------------- | -------------------- | -------------------- | --------------------------------- | --------------------------------- |
| 1       | 10             | A Game of Thrones    | 17. April 2011       | 19. Juni 2011        | 2. November 2011                  | 4. Januar 2012                    |
| 2       | 10             | A Clash of Kings     | 1. April 2012        | 3. Juni 2012         | 23. Mai 2012                      | 26. Juli 2012                     |
| 3       | 10             | A Storm of Swords    | 31. März 2013        | 9. Juni 2013         | 19. Mai 2013                      | 21. Juli 2013                     |
| 4       | 10             | A Storm of Swords    | 6. April 2014        | 15. Juni 2014        | 2. Juni 2014                      | 4. August 2014                    |
| 5       | 10             | A Feast for Crows    | 12. April 2015       | 14. Juni 2015        | 27. April 2015                    | 29. Juni 2015                     |
| 5       | 10             | A Dance with Dragons | 12. April 2015       | 14. Juni 2015        | 27. April 2015                    | 29. Juni 2015                     |
| 6       | 10             | The Winds of Winter  | 24. April 2016       | 26. Juni 2016        | 25. April 2016                    | 27. Juni 2016                     |
| 7       | 7              | The Winds of Winter  | 16. Juli 2017        | 27. August 2017      | 17. Juli 2017                     | 28. August 2017                   |
| 7       | 7              | A Dream of Spring    | 16. Juli 2017        | 27. August 2017      | 17. Juli 2017                     | 28. August 2017                   |
| 8       | 6              | 14. April 2019       | 19. Mai 2019         | 15. April 2019       | 20. Mai 2019                      |                                   |

## Staffel 1
Die Erstausstrahlung der ersten Staffel war vom 17. April bis zum 19. Juni 2011 auf dem US-amerikanischen Kabelsender HBO zu sehen. Die deutschsprachige Erstausstrahlung sendete der deutsche Pay-TV-Sender TNT Serie vom 2. November 2011 bis zum 4. Januar 2012.
| Nr. (ges.) | Nr. (St.) | Deutscher Titel                    | Originaltitel                         | Erstausstrahlung USA | Deutschsprachige Erstausstrahlung (D) | Regie          | Drehbuch                                   | Zuschauer (USA) | Länge      |
| ---------- | --------- | ---------------------------------- | ------------------------------------- | -------------------- | ------------------------------------- | -------------- | ------------------------------------------ | --------------- | ---------- |
| 1          | 1         | Der Winter naht                    | Winter Is Coming                      | 17. Apr. 2011        | 2. Nov. 2011                          | Tim Van Patten | David Benioff & D. B. Weiss                | 2,22 Mio.       | 63 Minuten |
| 2          | 2         | Der Königsweg                      | The Kingsroad                         | 24. Apr. 2011        | 9. Nov. 2011                          | Tim Van Patten | David Benioff & D. B. Weiss                | 2,20 Mio.       | 58 Minuten |
| 3          | 3         | Lord Schnee                        | Lord Snow                             | 1. Mai 2011          | 16. Nov. 2011                         | Brian Kirk     | David Benioff & D. B. Weiss                | 2,44 Mio.       | 60 Minuten |
| 4          | 4         | Krüppel, Bastarde und Zerbrochenes | Cripples, Bastards, and Broken Things | 8. Mai 2011          | 23. Nov. 2011                         | Brian Kirk     | Bryan Cogman                               | 2,45 Mio.       | 58 Minuten |
| 5          | 5         | Der Wolf und der Löwe              | The Wolf and the Lion                 | 15. Mai 2011         | 30. Nov. 2011                         | Brian Kirk     | David Benioff & D. B. Weiss                | 2,58 Mio.       | 57 Minuten |
| 6          | 6         | Eine goldene Krone                 | A Golden Crown                        | 22. Mai 2011         | 7. Dez. 2011                          | Daniel Minahan | David Benioff, D. B. Weiss & Jane Espenson | 2,44 Mio.       | 55 Minuten |
| 7          | 7         | Gewinn oder stirb                  | You Win or You Die                    | 29. Mai 2011         | 14. Dez. 2011                         | Daniel Minahan | David Benioff & D. B. Weiss                | 2,40 Mio.       | 60 Minuten |
| 8          | 8         | Das spitze Ende                    | The Pointy End                        | 5. Juni 2011         | 21. Dez. 2011                         | Daniel Minahan | George R. R. Martin                        | 2,72 Mio.       | 61 Minuten |
| 9          | 9         | Baelor                             | Baelor                                | 12. Juni 2011        | 28. Dez. 2011                         | Alan Taylor    | David Benioff & D. B. Weiss                | 2,66 Mio.       | 59 Minuten |
| 10         | 10        | Feuer und Blut                     | Fire and Blood                        | 19. Juni 2011        | 4. Jan. 2012                          | Alan Taylor    | David Benioff & D. B. Weiss                | 3,04 Mio.       | 55 Minuten |

## Staffel 2
Die Erstausstrahlung der zweiten Staffel war vom 1. April bis zum 3. Juni 2012 auf dem US-amerikanischen Kabelsender HBO zu sehen. Die deutschsprachige Erstausstrahlung sendete der Pay-TV-Sender Sky Atlantic HD vom 23. Mai bis zum 26. Juli 2012.
| Nr. (ges.) | Nr. (St.) | Deutscher Titel                   | Originaltitel              | Erstausstrahlung USA | Deutschsprachige Erstausstrahlung (D) | Regie          | Drehbuch                    | Zuschauer (USA) | Länge      |
| ---------- | --------- | --------------------------------- | -------------------------- | -------------------- | ------------------------------------- | -------------- | --------------------------- | --------------- | ---------- |
| 11         | 1         | Der Norden vergisst nicht         | The North Remembers        | 1. Apr. 2012         | 23. Mai 2012                          | Alan Taylor    | David Benioff & D. B. Weiss | 3,86 Mio.       | 52 Minuten |
| 12         | 2         | Die Länder der Nacht              | The Night Lands            | 8. Apr. 2012         | 31. Mai 2012                          | Alan Taylor    | David Benioff & D. B. Weiss | 3,76 Mio.       | 54 Minuten |
| 13         | 3         | Was tot ist, kann niemals sterben | What Is Dead May Never Die | 15. Apr. 2012        | 7. Juni 2012                          | Alik Sakharov  | Bryan Cogman                | 3,77 Mio.       | 55 Minuten |
| 14         | 4         | Der Garten der Knochen            | Garden of Bones            | 22. Apr. 2012        | 14. Juni 2012                         | David Petrarca | Vanessa Taylor              | 3,65 Mio.       | 51 Minuten |
| 15         | 5         | Der Geist von Harrenhal           | The Ghost of Harrenhal     | 29. Apr. 2012        | 21. Juni 2012                         | David Petrarca | David Benioff & D. B. Weiss | 3,90 Mio.       | 54 Minuten |
| 16         | 6         | Alte und neue Götter              | The Old Gods and the New   | 6. Mai 2012          | 28. Juni 2012                         | David Nutter   | Vanessa Taylor              | 3,88 Mio.       | 54 Minuten |
| 17         | 7         | Ein Mann ohne Ehre                | A Man Without Honor        | 13. Mai 2012         | 5. Juli 2012                          | David Nutter   | David Benioff & D. B. Weiss | 3,69 Mio.       | 55 Minuten |
| 18         | 8         | Der Prinz von Winterfell          | The Prince of Winterfell   | 20. Mai 2012         | 12. Juli 2012                         | Alan Taylor    | David Benioff & D. B. Weiss | 3,86 Mio.       | 54 Minuten |
| 19         | 9         | Schwarzwasser                     | Blackwater                 | 27. Mai 2012         | 19. Juli 2012                         | Neil Marshall  | George R. R. Martin         | 3,38 Mio.       | 55 Minuten |
| 20         | 10        | Valar Morghulis                   | Valar Morghulis            | 3. Juni 2012         | 26. Juli 2012                         | Alan Taylor    | David Benioff & D. B. Weiss | 4,20 Mio.       | 63 Minuten |

## Staffel 3
Die Erstausstrahlung der dritten Staffel war vom 31. März bis zum 9. Juni 2013 auf dem US-amerikanischen Kabelsender HBO zu sehen. Die deutschsprachige Erstausstrahlung sendete Sky Atlantic HD vom 19. Mai bis 21. Juli 2013.
| Nr. (ges.) | Nr. (St.) | Deutscher Titel                   | Originaltitel                | Erstausstrahlung USA | Deutschsprachige Erstausstrahlung (D) | Regie             | Drehbuch                    | Zuschauer (USA) | Länge      |
| ---------- | --------- | --------------------------------- | ---------------------------- | -------------------- | ------------------------------------- | ----------------- | --------------------------- | --------------- | ---------- |
| 21         | 1         | Valar Dohaeris                    | Valar Dohaeris               | 31. März 2013        | 19. Mai 2013                          | Daniel Minahan    | David Benioff & D. B. Weiss | 4,37 Mio.       | 53 Minuten |
| 22         | 2         | Dunkle Schwingen, Dunkle Worte    | Dark Wings, Dark Words       | 7. Apr. 2013         | 26. Mai 2013                          | Daniel Minahan    | Vanessa Taylor              | 4,27 Mio.       | 57 Minuten |
| 23         | 3         | Der Weg der Züchtigung            | Walk of Punishment           | 14. Apr. 2013        | 2. Juni 2013                          | David Benioff     | David Benioff & D. B. Weiss | 4,72 Mio.       | 53 Minuten |
| 24         | 4         | Und jetzt ist seine Wache zu Ende | And Now His Watch Is Ended   | 21. Apr. 2013        | 9. Juni 2013                          | Alex Graves       | David Benioff & D. B. Weiss | 4,87 Mio.       | 55 Minuten |
| 25         | 5         | Vom Feuer geküsst                 | Kissed by Fire               | 28. Apr. 2013        | 16. Juni 2013                         | Alex Graves       | Bryan Cogman                | 5,35 Mio.       | 57 Minuten |
| 26         | 6         | Der Aufstieg                      | The Climb                    | 5. Mai 2013          | 23. Juni 2013                         | Alik Sakharov     | David Benioff & D. B. Weiss | 5,50 Mio.       | 54 Minuten |
| 27         | 7         | Der Bär und die Jungfrau Hehr     | The Bear and the Maiden Fair | 12. Mai 2013         | 30. Juni 2013                         | Michelle MacLaren | George R. R. Martin         | 4,84 Mio.       | 58 Minuten |
| 28         | 8         | Die Zweitgeborenen                | Second Sons                  | 19. Mai 2013         | 7. Juli 2013                          | Michelle MacLaren | David Benioff & D. B. Weiss | 5,13 Mio.       | 57 Minuten |
| 29         | 9         | Der Regen von Castamaer           | The Rains of Castamere       | 2. Juni 2013         | 14. Juli 2013                         | David Nutter      | David Benioff & D. B. Weiss | 5,22 Mio.       | 51 Minuten |
| 30         | 10        | Mhysa                             | Mhysa                        | 9. Juni 2013         | 21. Juli 2013                         | David Nutter      | David Benioff & D. B. Weiss | 5,39 Mio.       | 62 Minuten |

## Staffel 4
Die Erstausstrahlung der vierten Staffel war vom 6. April bis zum 15. Juni 2014 auf dem US-amerikanischen Kabelsender HBO zu sehen. Die deutschsprachige Erstausstrahlung sendete der Pay-TV-Sender Sky Atlantic HD vom 2. Juni bis zum 4. August 2014.
| Nr. (ges.) | Nr. (St.) | Deutscher Titel                      | Originaltitel              | Erstausstrahlung USA | Deutschsprachige Erstausstrahlung (D) | Regie             | Drehbuch                    | Zuschauer (USA) | Länge      |
| ---------- | --------- | ------------------------------------ | -------------------------- | -------------------- | ------------------------------------- | ----------------- | --------------------------- | --------------- | ---------- |
| 31         | 1         | Zwei Schwerter                       | Two Swords                 | 6. Apr. 2014         | 2. Juni 2014                          | D. B. Weiss       | David Benioff & D. B. Weiss | 6,64 Mio.       | 60 Minuten |
| 32         | 2         | Der Löwe und die Rose                | The Lion and the Rose      | 13. Apr. 2014        | 9. Juni 2014                          | Alex Graves       | George R. R. Martin         | 6,31 Mio.       | 55 Minuten |
| 33         | 3         | Sprengerin der Ketten                | Breaker of Chains          | 20. Apr. 2014        | 16. Juni 2014                         | Alex Graves       | David Benioff & D. B. Weiss | 6,59 Mio.       | 57 Minuten |
| 34         | 4         | Eidwahrer                            | Oathkeeper                 | 27. Apr. 2014        | 23. Juni 2014                         | Michelle MacLaren | Bryan Cogman                | 6,95 Mio.       | 60 Minuten |
| 35         | 5         | Der Erste seines Namens              | First of His Name          | 4. Mai 2014          | 30. Juni 2014                         | Michelle MacLaren | David Benioff & D. B. Weiss | 7,16 Mio.       | 60 Minuten |
| 36         | 6         | Die Gesetze von Göttern und Menschen | The Laws of Gods and Men   | 11. Mai 2014         | 7. Juli 2014                          | Alik Sakharov     | Bryan Cogman                | 6,40 Mio.       | 55 Minuten |
| 37         | 7         | Die Spottdrossel                     | Mockingbird                | 18. Mai 2014         | 14. Juli 2014                         | Alik Sakharov     | David Benioff & D. B. Weiss | 7,20 Mio.       | 55 Minuten |
| 38         | 8         | Der Berg und die Viper               | The Mountain and the Viper | 1. Juni 2014         | 21. Juli 2014                         | Alex Graves       | David Benioff & D. B. Weiss | 7,17 Mio.       | 55 Minuten |
| 39         | 9         | Die Wächter auf der Mauer            | The Watchers on the Wall   | 8. Juni 2014         | 28. Juli 2014                         | Neil Marshall     | David Benioff & D. B. Weiss | 6,95 Mio.       | 55 Minuten |
| 40         | 10        | Die Kinder                           | The Children               | 15. Juni 2014        | 4. Aug. 2014                          | Alex Graves       | David Benioff & D. B. Weiss | 7,09 Mio.       | 65 Minuten |

## Staffel 5
Die Erstausstrahlung der fünften Staffel war vom 12. April bis zum 14. Juni 2015 auf dem US-amerikanischen Kabelsender HBO zu sehen. Die deutschsprachige Erstausstrahlung sendete der Pay-TV-Sender Sky Atlantic HD vom 27. April bis zum 29. Juni 2015.
| Nr. (ges.) | Nr. (St.) | Deutscher Titel                   | Originaltitel                | Erstausstrahlung USA | Deutschsprachige Erstausstrahlung (D) | Regie            | Drehbuch                    | Zuschauer (USA) | Länge      |
| ---------- | --------- | --------------------------------- | ---------------------------- | -------------------- | ------------------------------------- | ---------------- | --------------------------- | --------------- | ---------- |
| 41         | 1         | Die Kriege, die da kommen         | The Wars to Come             | 12. Apr. 2015        | 27. Apr. 2015                         | Michael Slovis   | David Benioff & D. B. Weiss | 8,00 Mio.       | 60 Minuten |
| 42         | 2         | Das Haus von Schwarz und Weiß     | The House of Black and White | 19. Apr. 2015        | 4. Mai 2015                           | Michael Slovis   | David Benioff & D. B. Weiss | 6,81 Mio.       | 60 Minuten |
| 43         | 3         | Der Hohe Spatz                    | High Sparrow                 | 26. Apr. 2015        | 11. Mai 2015                          | Mark Mylod       | David Benioff & D. B. Weiss | 6,71 Mio.       | 65 Minuten |
| 44         | 4         | Die Söhne der Harpyie             | Sons of the Harpy            | 3. Mai 2015          | 18. Mai 2015                          | Mark Mylod       | Dave Hill                   | 6,82 Mio.       | 55 Minuten |
| 45         | 5         | Töte den Jungen                   | Kill the Boy                 | 10. Mai 2015         | 25. Mai 2015                          | Jeremy Podeswa   | Bryan Cogman                | 6,56 Mio.       | 55 Minuten |
| 46         | 6         | Ungebeugt, Ungezähmt, Ungebrochen | Unbowed, Unbent, Unbroken    | 17. Mai 2015         | 1. Juni 2015                          | Jeremy Podeswa   | Bryan Cogman                | 6,24 Mio.       | 55 Minuten |
| 47         | 7         | Das Geschenk                      | The Gift                     | 24. Mai 2015         | 8. Juni 2015                          | Miguel Sapochnik | David Benioff & D. B. Weiss | 5,40 Mio.       | 55 Minuten |
| 48         | 8         | Hartheim                          | Hardhome                     | 31. Mai 2015         | 15. Juni 2015                         | Miguel Sapochnik | David Benioff & D. B. Weiss | 7,01 Mio.       | 55 Minuten |
| 49         | 9         | Der Tanz der Drachen              | The Dance of Dragons         | 7. Juni 2015         | 22. Juni 2015                         | David Nutter     | David Benioff & D. B. Weiss | 7,14 Mio.       | 55 Minuten |
| 50         | 10        | Die Gnade der Mutter              | Mother’s Mercy               | 14. Juni 2015        | 29. Juni 2015                         | David Nutter     | David Benioff & D. B. Weiss | 8,11 Mio.       | 60 Minuten |

## Staffel 6
Die Erstausstrahlung der sechsten Staffel war vom 24. April bis zum 26. Juni 2016 auf dem US-amerikanischen Kabelsender HBO zu sehen. Die deutschsprachige Erstausstrahlung sendete der Pay-TV-Sender Sky Atlantic HD vom 25. April bis zum 27. Juni 2016.
| Nr. (ges.) | Nr. (St.) | Deutscher Titel           | Originaltitel          | Erstausstrahlung USA | Deutschsprachige Erstausstrahlung (D) | Regie            | Drehbuch                    | Zuschauer (USA) | Länge      |
| ---------- | --------- | ------------------------- | ---------------------- | -------------------- | ------------------------------------- | ---------------- | --------------------------- | --------------- | ---------- |
| 51         | 1         | Die Rote Frau             | The Red Woman          | 24. Apr. 2016        | 25. Apr. 2016                         | Jeremy Podeswa   | David Benioff & D. B. Weiss | 7,94 Mio.       | 52 Minuten |
| 52         | 2         | Zuhause                   | Home                   | 1. Mai 2016          | 2. Mai 2016                           | Jeremy Podeswa   | Dave Hill                   | 7,29 Mio.       | 52 Minuten |
| 53         | 3         | Eidbrecher                | Oathbreaker            | 8. Mai 2016          | 9. Mai 2016                           | Daniel Sackheim  | David Benioff & D. B. Weiss | 7,28 Mio.       | 52 Minuten |
| 54         | 4         | Das Buch des Fremden      | Book of the Stranger   | 15. Mai 2016         | 16. Mai 2016                          | Daniel Sackheim  | David Benioff & D. B. Weiss | 7,82 Mio.       | 52 Minuten |
| 55         | 5         | Das Tor                   | The Door               | 22. Mai 2016         | 23. Mai 2016                          | Jack Bender      | David Benioff & D. B. Weiss | 7,89 Mio.       | 52 Minuten |
| 56         | 6         | Blut von meinem Blut      | Blood of My Blood      | 29. Mai 2016         | 30. Mai 2016                          | Jack Bender      | Bryan Cogman                | 6,71 Mio.       | 52 Minuten |
| 57         | 7         | Der Gebrochene            | The Broken Man         | 5. Juni 2016         | 6. Juni 2016                          | Mark Mylod       | Bryan Cogman                | 7,80 Mio.       | 52 Minuten |
| 58         | 8         | Niemand                   | No One                 | 12. Juni 2016        | 13. Juni 2016                         | Mark Mylod       | David Benioff & D. B. Weiss | 7,60 Mio.       | 52 Minuten |
| 59         | 9         | Die Schlacht der Bastarde | Battle of the Bastards | 19. Juni 2016        | 20. Juni 2016                         | Miguel Sapochnik | David Benioff & D. B. Weiss | 7,66 Mio.       | 60 Minuten |
| 60         | 10        | Die Winde des Winters     | The Winds of Winter    | 26. Juni 2016        | 27. Juni 2016                         | Miguel Sapochnik | David Benioff & D. B. Weiss | 8,89 Mio.       | 67 Minuten |

## Staffel 7
Im April 2016 verlängerte HBO die Serie um eine siebte Staffel. Die Ausstrahlung in den Vereinigten Staaten lief vom 16. Juli bis 27. August 2017 bei HBO und startete in Deutschland zeitgleich, aufgrund der Zeitverschiebung jedoch erst am 17. Juli 2017 bei Sky Atlantic HD. Die siebte Staffel hatte nur sieben Episoden.
| Nr. (ges.) | Nr. (St.) | Deutscher Titel               | Originaltitel           | Erstausstrahlung USA | Deutschsprachige Erstausstrahlung (D) | Regie          | Drehbuch                    | Zuschauer (USA) | Länge      |
| ---------- | --------- | ----------------------------- | ----------------------- | -------------------- | ------------------------------------- | -------------- | --------------------------- | --------------- | ---------- |
| 61         | 1         | Drachenstein                  | Dragonstone             | 16. Juli 2017        | 17. Juli 2017                         | Jeremy Podeswa | David Benioff & D. B. Weiss | 10,11 Mio.      | 57 Minuten |
| 62         | 2         | Sturmtochter                  | Stormborn               | 23. Juli 2017        | 24. Juli 2017                         | Mark Mylod     | Bryan Cogman                | 9,27 Mio.       | 59 Minuten |
| 63         | 3         | Die Gerechtigkeit der Königin | The Queen’s Justice     | 30. Juli 2017        | 31. Juli 2017                         | Mark Mylod     | David Benioff & D. B. Weiss | 9,25 Mio.       | 63 Minuten |
| 64         | 4         | Kriegsbeute                   | The Spoils of War       | 6. Aug. 2017         | 7. Aug. 2017                          | Matt Shakman   | David Benioff & D. B. Weiss | 10,17 Mio.      | 50 Minuten |
| 65         | 5         | Ostwacht                      | Eastwatch               | 13. Aug. 2017        | 14. Aug. 2017                         | Matt Shakman   | Dave Hill                   | 10,72 Mio.      | 59 Minuten |
| 66         | 6         | Jenseits der Mauer            | Beyond the Wall         | 20. Aug. 2017        | 21. Aug. 2017                         | Alan Taylor    | David Benioff & D. B. Weiss | 10,24 Mio.      | 71 Minuten |
| 67         | 7         | Der Drache und der Wolf       | The Dragon and the Wolf | 27. Aug. 2017        | 28. Aug. 2017                         | Jeremy Podeswa | David Benioff & D. B. Weiss | 12,10 Mio.      | 80 Minuten |

## Staffel 8
Die sechsteilige finale Staffel wurde vom 14. April 2019 bis zum 19. Mai 2019 in den USA und vom 15. April 2019 bis zum 20. Mai 2019 auf Deutsch ausgestrahlt.
| Nr. (ges.) | Nr. (St.) | Deutscher Titel                   | Originaltitel                  | Erstausstrahlung USA | Deutschsprachige Erstausstrahlung (D) | Regie                       | Drehbuch                    | Zuschauer (USA) | Länge  |
| ---------- | --------- | --------------------------------- | ------------------------------ | -------------------- | ------------------------------------- | --------------------------- | --------------------------- | --------------- | ------ |
| 68         | 1         | Winterfell                        | Winterfell                     | 14. Apr. 2019        | 15. Apr. 2019                         | David Nutter                | Dave Hill                   | 11,76 Mio.      | 54 min |
| 69         | 2         | Ein Ritter der sieben Königslande | A Knight of the Seven Kingdoms | 21. Apr. 2019        | 22. Apr. 2019                         | David Nutter                | Bryan Cogman                | 10,29 Mio.      | 58 min |
| 70         | 3         | Die Lange Nacht                   | The Long Night                 | 28. Apr. 2019        | 29. Apr. 2019                         | Miguel Sapochnik            | David Benioff & D. B. Weiss | 12,02 Mio.      | 82 min |
| 71         | 4         | Die Letzten der Starks            | The Last of the Starks         | 5. Mai 2019          | 6. Mai 2019                           | David Nutter                | David Benioff & D. B. Weiss | 11,80 Mio.      | 78 min |
| 72         | 5         | Die Glocken                       | The Bells                      | 12. Mai 2019         | 13. Mai 2019                          | Miguel Sapochnik            | David Benioff & D. B. Weiss | 12,48 Mio.      | 80 min |
| 73         | 6         | Der Eiserne Thron                 | The Iron Throne                | 19. Mai 2019         | 20. Mai 2019                          | David Benioff & D. B. Weiss | David Benioff & D. B. Weiss | 13,61 Mio.      | 80 min |

## Zuschauerzahlen
| Staffel | Staffel | Ep. 1 | Ep. 2 | Ep. 3 | Ep. 4 | Ep. 5 | Ep. 6 | Ep. 7 | Ep. 8 | Ep. 9 | Ep. 10 | Durchschnitt |
| ------- | ------- | ----- | ----- | ----- | ----- | ----- | ----- | ----- | ----- | ----- | ------ | ------------ |
|         | 1       | 2,22  | 2,2   | 2,44  | 2,45  | 2,58  | 2,44  | 2,4   | 2,72  | 2,66  | 3,04   | 2,52         |
|         | 2       | 3,86  | 3,76  | 3,77  | 3,65  | 3,9   | 3,88  | 3,69  | 3,86  | 3,38  | 4,2    | 3,80         |
|         | 3       | 4,37  | 4,27  | 4,72  | 4,87  | 5,35  | 5,5   | 4,84  | 5,13  | 5,22  | 5,39   | 4,97         |
|         | 4       | 6,64  | 6,31  | 6,59  | 6,95  | 7,16  | 6,4   | 7,2   | 7,17  | 6,95  | 7,09   | 6,84         |
|         | 5       | 8     | 6,81  | 6,71  | 6,82  | 6,56  | 6,24  | 5,4   | 7,01  | 7,14  | 8,11   | 6,88         |
|         | 6       | 7,94  | 7,29  | 7,28  | 7,82  | 7,89  | 6,71  | 7,8   | 7,6   | 7,66  | 8,89   | 7,69         |
|         | 7       | 10,11 | 9,27  | 9,25  | 10,17 | 10,72 | 10,24 | 12,07 | N/A   | N/A   | N/A    | 10,26        |
|         | 8       | 11,76 | 10,29 | 12,02 | 11,8  | 12,48 | 13,61 | N/A   | N/A   | N/A   | N/A    | 11,99        |